# Apollonio (dieceta)
Apollonio (in greco antico: Ἀπολλώνιος?, Apollónios; fl. III secolo a.C.) è stato un funzionario egizio del periodo tolemaico.
Fu dieceta di Tolomeo II Filadelfo, cioè gestore degli affari finanziari ed economici del sovrano, dal 262 a.C. alla morte del Filadelfo nel 246 a.C. 
Più che della sua politica come dieceta, siamo informati sui metodi con i quali gestiva la vasta tenuta presso Filadelfia, nel Fayyum, ricevuta dal sovrano come donazione revocabile. È stato infatti ritrovato l'archivio dell'amministratore di Apollonio, Zenone, che costituisce una fonte di grande importanza sull'economia e l'agronomia dell'Egitto ellenistico.
Apollonio fu attivamente interessato alle innovazioni tecnologiche in agricoltura e specialmente in viticultura ed orticoltura, nonché al miglioramento delle razze degli animali allevati nella sua tenuta e ai lavori di sistemazione idrica della regione. Ai metodi usati nella tenuta di Apollonio si interessava anche il sovrano: sappiamo, ad esempio, da una lettera di Apollonio a Zenone che il re aveva ordinato personalmente di introdurre il doppio raccolto annuo.
Gli affari di Apollonio erano molto estesi anche in altre zone dell'Egitto; egli possedeva anche una flotta mercantile per spedire le merci prodotte nella sua tenuta. Dell'ingegnere Cleone, che si occupava delle opere idrauliche necessarie per la tenuta di Apollonio, abbiamo notizia anche da altre fonti.